# Сомерсет (Вермонт)
Сомерсет (англ. Somerset) — місто (англ. town) в США, в окрузі Віндем штату Вермонт. Населення — 6 осіб (2020).

## Демографія
Згідно з переписом 2010 року, у місті мешкали 3 особи в 3 домогосподарствах у складі 0 родин. Було 21 помешкання
Расовий склад населення:
| - 100,0 % — білих |

До двох чи більше рас належало 0,0 %. Частка іспаномовних становила 0,0 % від усіх жителів.
За віковим діапазоном населення розподілялося таким чином: 0,0 % — особи молодші 18 років, 66,7 % — особи у віці 18—64 років, 33,3 % — особи у віці 65 років та старші. Медіана віку мешканця становила 53,8 року. На 100 осіб жіночої статі у місті припадало 200,0 чоловіків;  на 100 жінок у віці від 18 років та старших — 200,0 чоловіків також старших 18 років.
Цивільне працевлаштоване населення становило 0 осіб. 